# ヴェノム (マーベル・コミック)

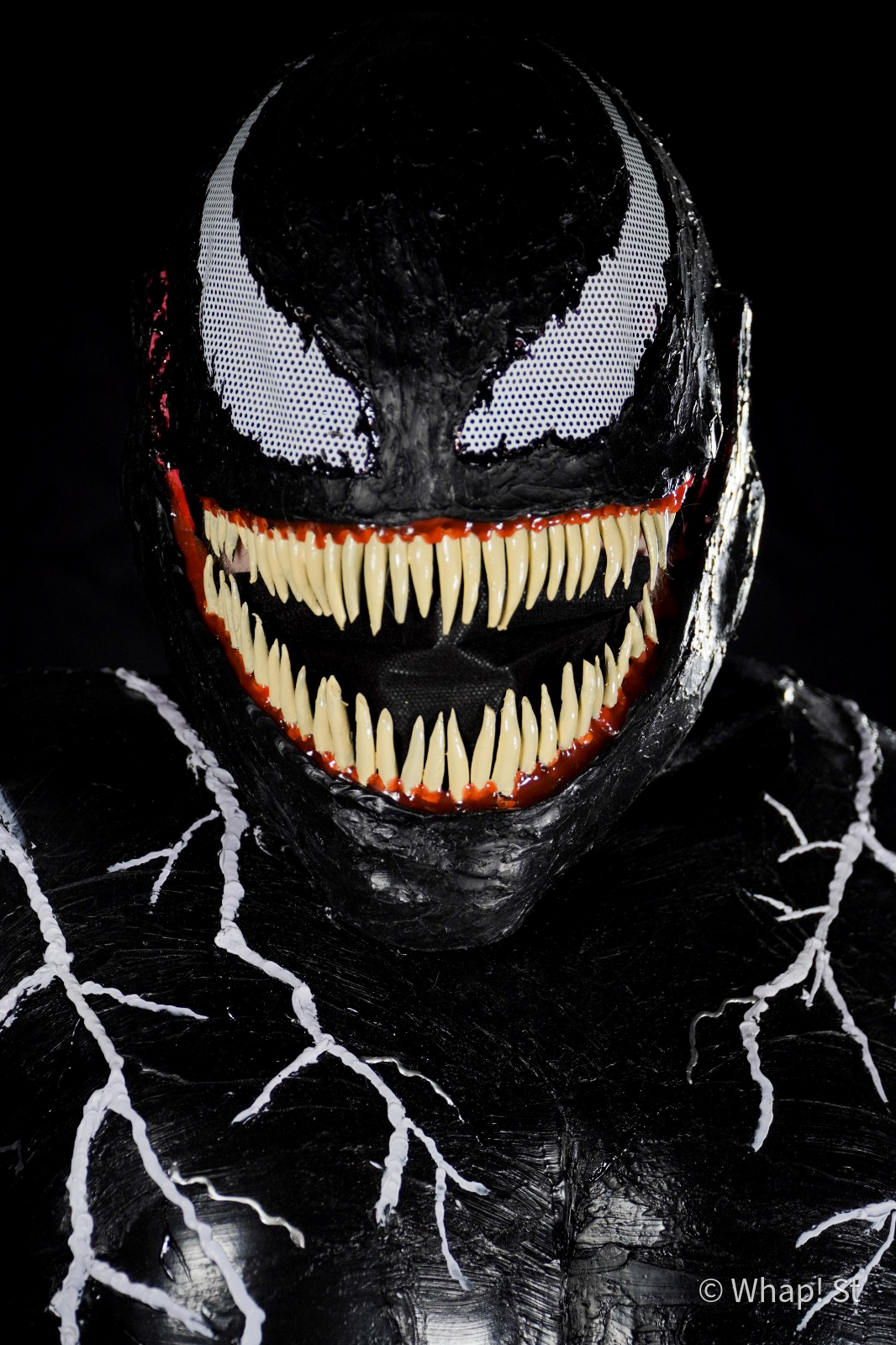
ヴェノムのコスプレ

ヴェノム（Venom）は、マーベル・コミック社が出版するアメリカン・コミックスに登場するダークヒーローである。過去（少なくとも1994年から2002年にかけて）は、日本ではベノムと表記されていたが、『アルティメット スパイダーマン』以降は「ヴェノム」と表記されるようになった。
本項では、関連の深いカーネイジ（Carnage）を始めとするシンビオートと称される各種生命体についても説明する。なお、ヴェノム、カーネイジとも、基本的にスーパーヴィラン（悪役）である。ヴェノムはスーパーヴィラン（悪役）であるがダークヒーローでもある。

## 概要
ヴェノムについて説明する前に、エイリアン・コスチュームについて説明する必要がある。なお、コスチューム、ヴェノム、カーネイジとも、弱点は共通して「高熱」と「ある特定の波長（音）」。

### エイリアン・コスチューム
本節で特に出典のない記述は、『MARVEL SUPER HEROES アメイジング・スパイダーマン』 83頁による。
スパイダーマン（ピーター・パーカー）が、クロスオーバー作品『シークレット・ウォーズ』に参加した際、異世界でコスチュームを破損し、修復装置から黒いコスチューム（エイリアン・コスチューム）を手に入れる（1984年12月、『シークレット・ウォーズ』第8号）。「ウェブ」が無くなる心配もなく、瞬時にコスチュームを纏うこともでき、便利な存在だった。ピーターは黒いコスチュームになったことを「2代目スパイダーウーマンのコスチュームが印象深かったから」と理解している。
地球へ戻ってからも使用を続けていたが、コスチュームは夜な夜な意識のないピーターに纏わりつきスパイダーマン化させ、行動させており、ピーターには不可解な疲労が堪っていった。リード・リチャーズに調査を依頼したらコスチュームが自我を持っていると判明し、ピーターはコスチュームを脱ごうとするがコスチュームは離れようとしない。コスチュームが「ある音波」に弱いと判り、音波で両者は分離され、コスチュームは封印された。しかし、スパイダーマンは元の「赤と青のコスチューム」には戻らず、ブラックキャットの手製の黒いコスチューム（ブラック・コスチューム）を着用することになる（1985年）。
後にコスチュームは逃走し、ピーターの下に戻ろうとした。ピーターは教会に行き、教会の鐘の音をコスチュームに聞かせ、コスチュームはピーターの体から離れる。
一連のブラック・コスチューム化は、当時のマーベルの方針で、既存のキャラクターのコスチューム・チェンジを計ったものである。アイアンマンの他、キャプテン・アメリカも影響を受けたが、キャップの場合はコスチュームを合衆国へ返上したばかりか、名称も返上させられ、「ザ・キャプテン」に改名している（結局、この新コスチュームは不評で、設定改変の末、元の名前・コスチュームに戻っている）。ザ・キャプテンのコスチュームはスーパーパトリオットが引継ぎ、USエージェントと改名した。
なお、エイリアン・コスチュームに関しては、以下のような別称がある。
- 異星生物[8]
- 宇宙生物[9]
- 生命体[10]
- 共生体[11]
- シンビオート[12]
- エイリアン・シンビオート（異星の寄生体）[12]

## 原作コミック
アメリカン・コミックスの長期タイトル（人気キャラクター）に見られるように、ヴェノムも代替わりをしている。

### 初代ヴェノム
ヴェノム（Venom）の名前は「毒（猛毒）」に由来する。初代の本名は、エドワード・チャールズ・アラン・ブロック（エディ・ブロック）で、ニューヨーク出身。デイリー・ビューグルのライバル誌であるニューヨーク・グローブの人気記者であったが、スパイダーマンによって「シン・イーター」と呼ばれる連続殺人鬼の誤報記事を暴かれ、職を失い、妻にも去られてしまう。エディはスパイダーマンを逆恨みしていたが、その憎悪を抑えるべく、教会を次々に訪問していた。共生体が休眠していた教会にエディが来て、起きた共生体が寄生してヴェノムが誕生した。一人称は「We（俺たち）」である。本人は「自らは善、スパイダーマンは悪」という信念を持っている。
ボディビルダーでもあるエディはピーターより体格が良いため、ヴェノムはスパイダーマンと比べて体が大きい。そのパワーがコスチュームで強化された結果、パワーだけならスパイダーマンを凌いでいる。もともとエディ自身は320キログラム程度の重量を持ち上げることが出来たが、ヴェノム化することでパワーは40倍になっている。コスチュームは保護色に変化し、姿を隠すことが可能。スパイダーマンの特性でもある「壁や天井へのへばりつき」、「クモ糸（ウェブ）の発射」という部分を受け継いでいるが、学習進化してスパイダー・センスの回避まで行うようになった。このため、ヴェノムはスパイダーマンに易々と不意打ちを食らわせることができ、危険な敵となっている。新たな宿主に寄生してもその能力を使えるため、個人情報が筒抜けなのも利点となっている。
1987年、メリー・ジェーン・ワトソンの前にヴェノムが姿を現し、彼女を怯えさせる。1988年、スパイダーマンとヴェノムは対決し、エイリアン・コスチュームは封印され、ピーターは「赤と青のコスチューム」（メリー・ジェーンの手製）に戻った。
前回の敗北後、ヴェノムはスパイダーマンを南洋の島に誘き出す。スパイダーマンは死んだふりで誤魔化したが、ヴェノムは相手の死を確信し、自らの任務が終わったと思いこみ、エディとコスチュームは島で穏やかに暮らすことにした。
しかし、カーネイジ誕生の責任を取る形でスパイダーマンと共闘し、以後は「弱者の庇護者」を自称する。一時期は「庇護者」としてサンフランシスコに居住していた。悪に戻った後は、悪のヒーローチームシニスター・シックス（邪悪なる6人）に参加したこともある。この時はサンドマンと仲違いし、その命を奪う原因となった。
後に癌の悪化のため、共生体はエディから離れることを希望する。

### 二代目ヴェノム
エディは共生体を競売に掛け、ドン・フォルトゥナートが1億ドルで落札。ギャングの親玉である彼は息子のアンジェロに与えるものの、その臆病さに呆れ、共生体はアンジェロを見放し、空中で分離、アンジェロは落下し死亡した。
なお、ライフ財団が共生体からスクリーム、ライオット、ファージ、ラッシャー、アゴニーの五体の人造共生体を作り出した。

### 三代目ヴェノム
本節で特に出典のない記述は、『マーベル・キャラクター大事典』 351頁による。
アンジェロの後、スコーピオンことマック・ガーガンは共生体の能力を渇望し、寄生が実施され、新しいヴェノムとなった。ガーガンと一体化した共生体はさらに凶暴化し、犠牲者をむさぼり喰う事もあった。
シニスター・トゥエルブと共闘してスパイダーマンを倒そうとして失敗した後、シビル・ウォーではサンダーボルツ軍に協力し、登録拒否をした超能力者の追跡に参加。シークレット・インベージョンでスクラル人たちと戦った後、ノーマン・オズボーン（グリーン・ゴブリン）が、彼の指揮下にある新アベンジャーズへ移籍させた。凶暴性を抑える薬を与えられ、ノーマンの指示でスパイダーマンに成りすました。
『マーベル・アベンジャーズ事典』では、「パワーレベル」という項目があり、新ヴェノムの腕力は5となっている。スパイダーマンは4、マーベル最強クラスのヒーローたち（ハルク、マイティ・ソー、セントリー）は7である。

### 四代目ヴェノム
ユージン"フラッシュ"・トンプソンはイラク戦争に参加した際、仲間を救う為に行動した結果、両脚を失い車椅子生活を送っていたが、共生体をマック・ガーガンから奪取したアメリカ軍から「両脚が戻る」事を条件に共生体の宿主となり、それ以降は「エージェント・ヴェノム」として活動している。共生体が寄生している間、共生体が両脚を形成するが、共生体が宿主を凶暴化させる危険性から、軍に「共生体と融合できるのは一度につき48時間まで」という条件を出され、監視下に置かれている。怒りは共生体の破壊衝動に取り込まれる可能性があるため、フラッシュは常に冷静さを保たなくてはいけない。もしもフラッシュが共生体を制御することができなくなれば、軍が"キルスイッチ”を押し、フラッシュが命を落とすよう仕向けられている。

### アンチ・ヴェノム
本節は『マーベル・キャラクター大事典』 15頁による。
シンビオートと分離したはずのエディ・ブロックが変化した姿。その色は、ヴェノムの黒に対し白である。能力はヴェノムに準じる他、放射線を浴びた者に対して治療する能力がある。その名の通り、ヴェノムと敵対している。
エディは癌の治療法を見つけるためにシンビオートを売却したのだが、結局、癌は悪化し、死を待つのみとなってしまう。しかし、マーティン・リー（ミスター・ネガティブ）のパワーにより、癌は一掃される。その影響でエディの体内に微量ながら残留していたシンビオートが、彼の免疫系と融合してしまう。そして、ガーガンとエディが対決した時、ガーガンのシンビオート（ヴェノム）がエディに戻ろうとするも、彼の肌に接触した途端、燃焼してしまう。それに触発されるかのように、エディの体内のシンビオートが活性化し、彼を包み込んでアンチ・ヴェノムと化していた。

### その他
『アルティメット スパイダーマン』では宇宙からのシンビオートではなく、ピーターの父親がガンの特効薬として作ったゲル状のスーツであった。ピーターはそのスーツの管理者であるエディに黙ってゲルスーツを持ち出し能力を試そうとするが、ゲルの一部に触れてしまい共生されてしまう（その姿はブラックコスチュームそのものである）。その力に歓喜する中、ベン・パーカーを殺した犯人が逃走しているのを発見、犯人を捕まえるが怒りの感情を抑えることが出来なくなり、ピーターは危うく犯人を殺しかけてしまう。ピーターはスーツを焼却炉に破棄したが、スーツの力に魅了されたエディはスーツを別の保管場所から取り出してスーツと共生しヴェノムと化してしまう。

## メディア

### アニメ
『スパイダーマン』（1994年から1998年）や、その後に製作された『スパイダーマン・アンリミテッド』（1999年）、『スペクタキュラー・スパイダーマン』（2008年 - 2009年）では、正体はエディ・ブロックである。
上記の内、『スパイダーマン』、『スペクタキュラー・スパイダーマン』にはファンタスティック・フォーが登場しないため、初戦からスパイダーマンは独力でエイリアン・コスチュームを剥ぎ取る試練に見舞われる。また、オリジンも「異世界で入手」ではなく「スペースシャトルに付着して地球に来た」、「隕石」などという設定になっている。どちらとも、スパイダーマンは「エイリアン・コスチュームによる利点」であるパワー・アップと、マイナス面である「自我を乗っ取られそうになる（怒りっぽくなり、友人と疎遠になるなど）」を体験する。『スペクタキュラー・スパイダーマン』の第13話では最終的にピーターがヴェノムの力には勝らないと諦め、シンビオートに自分のところへ戻ってくるよう呼びかける。その後シンビオートはエディの体を離れピーターの方へ寄生しに近づく（この状況でシンビオートがまだピーターの方がエディよりホストとして気に入っていることが分かる）が、ピーターの強靭な精神力によって体から取り外され、エディの元へ戻ろうとするところを始末される（シーズン2にて2度目の登場がある）。
『スパイダーマン・アンリミテッドアンリミテッド』では、リード・リチャーズがスパイダーマンに新コスチュームを贈る、という展開が基になっているが、既にヴェノム（とカーネイジ）は誕生しており、彼らとファンタスティック・フォーが絡むシーンはない。
『スパイダーマン』
『スパイダーマン』ではハンク・アザリアが声を担当。吹き替えは青山穣が担当。
1990年代版の『スパイダーマン』（ただし、シーズン5は日本未放映）に登場。一人称は「オレたち」と、複数形である。コスチュームはパワーを増大させる効果を持っており、また瞬時に姿を変える（違う衣装になる）ことも可能である。
エディは第1話「闇に消えるリザード」からデイリー・ビューグルの記者として登場するが、せっかく掴んだリザードの正体（カート・コナーズ博士）をスパイダーマンによって邪魔され、結果「ガセネタ」をオーナーのJ・ジョナ・ジェイムスンに披露してしまう。以後、エディの人生は躓き通しとなり、ジェイムスンの息子・ジョンの乗るスペース・シャトルの一件でスパイダーマンを悪人に仕立てたことが決定打となり失職、憎悪を募らせていく。そのため、コスチュームと一体化しピーターの個人情報を得てからは、自宅へ訪問しメイおばさんに取り入る、メリー・ジェーン・ワトソンにも会いに行く、など、ピーターにとってのストーカー行為を繰り返し、精神的に追い詰めた。
第8話「エイリアン・コスチューム パート1」（The Alien Costume, Part One）から第10話「エイリアン・コスチューム パート3」（The Alien Costume, Part Three）まで3部作として描かれ、スパイダーマンへの寄生・剥離を経てエディと一体化し、スパイダーマンと対決した。エイリアン・コスチュームは分離され、ロケットで地球外に追放、エディは収監され、精神療養を受けることになる。
第37話「復活のヴェノム」（Chapter X: "Venom Returns"）と第38話「ヴェノム VS. カーネイジ」（Chapter XI: "Carnage"）では、異次元の存在であるマスター・ドマームーによりコスチュームが地球に戻され、エディと一体化する。初期はカーネイジと共闘し、ドマームーに協力したものの、エディの療養を担当していたアシュレイ・カフカのためにスパイダーマンと手を組む。ドマームーの「こちら側」への進出は挫いたものの、ヴェノムは異次元に飛ばされてしまった。
- 上記5話分については、「スパイダーマン：ザ・ヴェノム・サガ」としてDVD販売されている。

なお、第37話ではウォーマシーン（とジェイムス（ジム）・ローズ）が、第38話ではアイアンマンが、スパイダーマンと共闘している。トニー・スターク自身は第37話にも登場、また続く第39話「スポットのテクノロジー」冒頭にも登場している。
『スパイダーマン・アンリミテッド』
『スパイダーマン・アンリミテッド』ではブライアン・ドラモンドが声を担当。吹き替えは青山穣が担当。
カーネイジとコンビを組んでおり、ジョン・ジェイムソンの操縦するスペースシャトルに密航し、カウンターアース（地球の公転軌道の反対側にある惑星）へ移住している。こちらでは出番が少ないながら、メインとなるエピソード（第11話「人間に戻ったブロック」（One is the Lonliest Number））もある。
『スペクタキュラー・スパイダーマン』
『スペクタキュラー・スパイダーマン』ではベンジャミン・ディスキンが声を担当。
ピーターの先輩としてエディが第1話から登場、実質、義兄弟のような関係にあった（エディは大学生となっており、高校に残った年下のピーターを心配していた。フラッシュ・トンプソンのイジメから）。同時にカート・コナーズ博士の研究を手伝っていたが、ヴィランの台頭で、徐々に不利な立場に追い込まれていく。
第11話「悪の6人組 シニスター・シックス」において、ピーターがエイリアン・コスチュームの脅威（自分の意識のない間に、強大な敵シニスター・シックスを倒していた。その自我と強大なパワー）に恐怖し、コスチュームを封印する。
第12話「宇宙生命体 ヴェノム パート1」（Intervention）と、その後半である第13話「宇宙生命体 ヴェノム パート2」（Nature vs. Nurture、シーズン1最終回）において、エディがエイリアン・コスチュームと一体化し、ヴェノムが誕生したが、敗北し、コスチュームは工事現場のコンクリートの下に封印されてしまう。
第2シーズン（シーズン2）では、エディが黒の衣服でスパイダーマンの注意を喚起、あるいは霍乱した結果、エイリアン・コスチュームを探り当て、再びヴェノムとなる。しかし、第20話「宿敵再び ヴェノム パート3」（Identity Crisis）での対決の結果、コスチュームはエディよりピーターを選び、結局ヴェノムとコスチュームは敗北する。
『アルティメット・スパイダーマン』
第4話「寄生生物 ヴェノム」に登場。スパイダーマンや、彼のチームメイトであるノヴァらに同化しようとするものの、失敗し、封印される。
しかし、その一部をハリー・オズボーンが隠匿し、ハリーはヴェノムと化した。
第55話「エージェント・ヴェノム」ではフラッシュ・トンプソンに寄生し、エージェント・ヴェノムとなった。

### 実写映画版
『スパイダーマン3』および主役映画『ヴェノム』に登場。2021年には『ヴェノム:レット・ゼア・ビー・カーネイジ』が公開された。
『スパイダーマン3』
トファー・グレイスが演じる。吹き替えは森川智之が担当。
当初は地球に落下した流星の中にいた黒い共生生命体が、ピーターに取り付いてブラック・スパイダーマンへと変貌させたが、次第に凶暴化し、MJ（メリー・ジェーン・ワトソン）まで傷付けてしまったことを後悔したピーター自らの意志で、教会の鐘が鳴り響く中で引き剥がされる。しかしその真下には、スパイダーマンのでっち上げ記事を書いた事実をピーターに暴露され、彼を逆恨みしているエディ・ブロックJr.（エドワード・チャールズ・アラン・ブロックJr.）がいて、そのエディに取り付き、ヴェノムが誕生した。原作漫画とは違い、エディが筋肉質でなかったこともあり、体格はカーネイジに近い。一人称は「I（俺）」で映画内では終始「スーツ」と呼ばれる。
サンドマンを唆してスパイダーマンに襲い掛かり、彼を助けに来たニューゴブリンことハリーにも致命傷を負わせるが、金属音が弱点であることを知られた結果、鉄パイプの檻に閉じ込められ、エディはヴェノムから引き剥がされる。それでも生きており巨大化して襲い掛かるが、鉄パイプの音で怯まされ、トドメとしてニューゴブリンのグライダーに仕込まれていたカボチャ（ジャック・オー・ランタン）型の爆弾で手榴弾のパンプキン・ボムを投げ込まれ、その際ヴェノムを守ろうとして自ら飛び込んでしまったエディと共に爆発、骨一つ残らず消滅する末路を迎えた。
『ヴェノム』
トム・ハーディが演じる。吹き替えはエディ・ブロックは諏訪部順一、ヴェノム（シンビオート）は中村獅童が担当。
原作同様、筋肉質で体が大きいが、今作においては誕生にスパイダーマンは関与していないため胸と背中には蜘蛛の模様が無く、代わりに全身に白い血管のような模様が浮かび上がっている。一人称は「We（俺たち）」で、弱点は高熱と4000 - 6000Hzの音。エネルギー補給のために人間を捕食するほか、テイタートッツとチョコレートを好んでいる。好戦的で獰猛な性格であるが、宿主であるエディに対してはアンとの仲を取り持とうとしたり、言うことを素直に聞き入れ、終盤では身を挺して彼を救うなど人間臭い部分を多々垣間見せる。また自尊心が高いのか「寄生虫」呼ばわりされるとすぐ逆上する。
カリフォルニア州のサンフランシスコで正義感の強い記者として働いていたエディ・ブロックは、ライフ財団が死者を出すほど危険な人体実験をホームレスを利用して行っていることを知り、恋人である弁護士アン・ウェイングのパソコンから得た情報を基にライフ財団のリーダーであるカールトン・ドレイクに実験のことを問い詰めるが、ライフ財団の根回しにより会社をクビになり、それに巻き込まれる形でアンも職を追われたため、仕事と恋人の両方を失う。エディはその後、ライフ財団のドーラ・スカース博士の力を借りてライフ財団に侵入し、そこで被験者として捕まっていた友人マリアに襲われ、同時にタールのような地球外生命体・シンビオートに寄生されてしまう。
それ以来、頭の中で声が聞こえるようになり、凶暴性や空腹感が強くなったエディは、アンの新しい恋人であり医者であるダン・ルイスの病院で検査を受けようとするが、MRIの音に体が拒絶反応を起こす。その日の夜にライフ財団の刺客に襲われたエディはシンビオートに体を操られ、刺客を撃退する。自らをヴェノムと名乗ったシンビオートはドレイクの所有しているロケットに行くまでの間、エディを宿主とすることを宣言した。
ルイスの言葉によりヴェノムが自らの臓器を蝕んでいることを知ったエディは、アンの機転によりヴェノムと分離することに成功したが、病院から去ろうとしたところをライフ財団の刺客に拘束される。
エディはヴェノムの行方を吐かなかったため、刺客に殺されそうになるが、アンに寄生したヴェノムに助けられる。エディは、彼の体に戻って彼の頭の中の情報を読み取ったヴェノムに、シンビオートのリーダーであるライオットと共にドレイクがロケットを使って更に多くのシンビオートを地球に持ち込もうとしていることを知らされ、それを阻止すべくロケットへと向かう。エディはヴェノムと共にライオットと交戦し、瀕死の重傷を負いながらもロケットを破壊し、ロケットに入ったライオットを倒す。
一命を取り留めたエディは、悪人以外を捕食しないのを条件にヴェノムが体内に棲むことを許可し、行きつけのコンビニに行く。そこで男が店主からみかじめ料を取り立てようとしているのを目撃したエディはヴェノムに変身し、男を捕食した後、夜の街へと出て行った。
『ヴェノム:レット・ゼア・ビー・カーネイジ』
先の映画の続編。そのため、キャストも続投している。映画公開時期の近い『スパイダーマン:ノー・ウェイ・ホーム』にもカメオ出演している。
『ヴェノム:ザ・ラストダンス』

### ゲーム
- MARVEL VS. CAPCOM CLASH OF SUPER HEROES（アーケード） - プレイヤーキャラクターとして登場。隠しキャラクターとしてハイスピードベノムも登場。
- MARVEL VS. CAPCOM 2 NEW AGE OF HEROES（アーケード） - プレイヤーキャラクターとして登場。
- マーベル VS. カプコン:インフィニット（PS4、Xbox One） - プレイヤーキャラクターとして登場。アンドリュー・モルガドが声を担当。
- スパイダーマン（PS） - ダラン・ノリスが声を担当。吹き替えは根本央紀が声を担当。
- Marvel's Spider-Man 2（PS5） - トニー・トッドが声を担当。吹き替えは楠大典が担当した。

### 漫画
『デッドプールSAMURAI』では日本のアイドル・新日ねいろを宿主としている。
ねいろからは「クロちゃん」と呼ばれており、チョコが好物。「他の人はいくら食べても良いけど、私のファンは食べないで」というねいろとの約束を守ったり、彼女が親に対して抱いているコンプレックスを心配するなど、関係は良好な様子。

## カーネイジ
カーネイジ（Carnage）の名前は「大虐殺」に由来する。「もう一人のヴェノム」と呼べる存在である。他に、「さらにもうひとりのスパイダーマン」、「狂気のスパイダーマン」とも呼ばれている。体の色は赤で、全身に黒い血管のような模様が浮かび上がっている。ヴェノムと比べて体格は細め。ヴェノム同様、スパイダーマンの特性を持っており、スパイダー・センスを無効化する。本体は、クリータス・キャサディだが、日本語表記には「クレタス・キャサディ」の表記ゆれがある。本項では、出典のうち最も新しい『マーベル・キャラクター大事典』での「クリータス・キャサディ」を使用する。ニューヨーク出身。
フルネームはクリータス・コートランド・キャサディ。
エディ・ブロックは、超人犯罪者用のレイブンクロフト監獄に収監され、クリータス・キャサディと同じ房に入れられる。ある夜、エイリアン・コスチューム（シンビオート）が侵入し、エディと一体化してヴェノムとなり逃走。同じ房に残されたキャサディに、残されたシンビオートの一部が取り付き、カーネイジが生まれた。
ヴェノムよりも、さらにシンビオートとの融合が進んでおり、一人称は「I（オレ）」である。50トンの重量を持ち上げることができる。スタミナは衰えることを知らないように見える。
キャサディはサイコキラーで連続殺人鬼であり、非常に攻撃的な性格である。その一端がスパイダー・ウェブ（クモ糸）に現れており、槍や斧といった形状が頻出する（スパイダーマンは「糸」として放出し、場合によっては網やボール、果てはパラシュートに変化させている。ヴェノムも糸としての使用がメイン）。また、鞭としても使用する。
看守を殺害し、マンハッタンに戻ったカーネイジは、殺人を繰り返す。カーネイジはヴェノムより力強く、初戦でスパイダーマンは苦戦し、ヒューマン・トーチとヴェノムの協力を得て、やっと倒すことできた。
この他、カーネイジはシュリーク（ソニックブラストを使う女性殺人鬼）や、スパイダーマンの悪の分身であるスパイダーマン・ドッペルゲンガー等を仲間に引き入れ、ヴェノム、スパイダーマン、ブラックキャットやモービウスらと戦いを繰り広げた。
カーネイジと組んだヴィラン（悪役）は、他にデモゴブリン、キャリオンがいる。また、取りついたことのある相手は、ベン・ライリー（ピーターのクローンで、一時期は「本物の」スパイダーマンだった）、シルバーサーファー、ジョン・ジェイムスン（J・ジョナ・ジェイムスンの息子）がいる。さらに、カーネイジのシンビオートは、パトリック・マリガンという警官に卵を産み付け、彼をトキシン（後述）にした。
セントリーがシンビオートをバラバラにした後も、キャサディ自身は逃亡を続けている。過去には、シンビオートがキャサディの血液に潜伏していたこともある。
『アルティメット スパイダーマン』ではコナーズ教授によってピーターの血液とコナーズ教授の血液からヴェノムのスーツのデータを基に作り出された人造生命体。身体構造を安定させるために人を殺害、吸収し続け、ピーターを狙う最中にグウェン・ステーシーを殺害した。

### アニメ
『スパイダーマン』
『スパイダーマン』ではスコット・クレバードンが声を担当。吹き替えは岡野浩介が担当。（1994年から1998年）
1990年代版の『スパイダーマン』では、第37話「復活のヴェノム」（Chapter X: "Venom Returns"）と第38話「ヴェノム VS. カーネイジ」（Chapter XI: "Carnage"）で誕生から追放までが描かれている（ただし、シーズン5は日本未放映）。
クリータス・キャサディとして暴れ、スパイダーマンの協力で収監されるシーンからであり、その精神状態の不安定さが描かれていた。一人称はヴェノムと同じく「オレたち」と複数形である。
異次元の存在であるマスター・ドマームーの命令に嬉々として従い、争いを楽しんでいた。
なお、第37話ではウォーマシーン（とジェイムス（ジム）・ローズ）が、第38話ではアイアンマンが、スパイダーマンと共闘している。トニー・スターク自身は第37話にも登場、また続く第39話「スポットのテクノロジー」冒頭にも登場している。
『スパイダーマン・アンリミテッド』
『スパイダーマン・アンリミテッド』ではマイケル・ドノヴァンが声を担当。吹き替えは岡野浩介が担当。（1999年）
ヴェノムとコンビを組んでおり、ジョン・ジェイムソンの操縦するスペースシャトルに密航し、カウンターアース（地球の公転軌道の反対側にある惑星）へ移住している。こちらでも出番が少ない。
『アルティメット・スパイダーマン』（2012年から2016年または2017年）
『アルティメット・スパイダーマン』ではディー・ブラッドリー・ベイカーが声を担当。
DNAを改変された寄生生物を人間に取りつかせたことによって誕生した存在。第2シーズン（シーズン2）第34話「カーネイジ」にて登場した個体は、グリーンゴブリンによってハリー・オズボーンから抽出され、DNAをいじられた寄生生物を強制的にピーター・パーカーへ寄生させられた存在であるため、ピーターとしての意思は持たず、理性が欠けており、コミュニケーションも叫び声をあげるだけである。S.H.I.E.L.D.へスパイダーマンを捕らえに行けとグリーンゴブリンに命じられ（だが取り付かれている本人がスパイダーマンだということは、うっすら気がつきかけたものの、グリーンゴブリンにはわかっていない）、実際にアイアンフィストたちを襲いに行ったが、偶然居合わせたハリーによってシンビオートをはがされ、代わりにハリーがヴェノムになった。第4シーズン（シーズン4）第93話、第94話、第95話（第91話、第92話、第93話）「カーネイジの脅威 パート1～パート3」で登場した個体は、モービウスがドクター・オクトパスへの仕返しとして、DNAを改変したシンビオートに取りつかせた結果、ドクター・オクトパスから独立する形で誕生した。エージェントベノムとスパイダーマンを苦戦させた末、肉体をわざと飛散させて、ラボの外にいた人々や駆け付けたS.H.I.E.L.D.関係者に寄生するで増殖した。アンチヴェノムの捨て身の攻撃で一時は収まったと思われたが、実際はメリー・ジェーンに取りついていた。
メリー・ジェーンに取りついていた際は、カーネイジ・クイーン（Carnage Queen）になり、メリー・ジェーンはスパイダーマンたちに助けられた。ただし、カーネイジ・クイーンから解放された後もメリー・ジェーンの身体にシンビオートが残っており、コナーズ教授の助力を得てメリー・ジェーンはカーネイジを制御し、スパイダーウーマンになった。

### 映画
『ヴェノム』
ウディ・ハレルソンが演じる。吹き替えは内田直哉が担当。
原作同様、サイコキラーで連続殺人鬼でクレタス・キャサディとしてエンドロール後に登場する。ドレイクの野望を阻止し、ジャーナリストとして復帰したエディが最初に取材した相手でサン・クエンティン州立刑務所に厳重収監されている。これまでFBIの取り調べに応じなかったがエディに対しては関心を抱き、独占インタビューを依頼。訪れた彼に「俺がここを出たら、大殺戮（カーネイジ）になる」と、不穏な言葉を残した所で物語は幕を閉じる。
『ヴェノム:レット・ゼア・ビー・カーネイジ』
前作と同様、ウディ・ハレルソンが演じる。吹き替えは内田直哉（キャサディ）、片岡愛之助（カーネイジ）。
メインヴィラン（悪役）として登場。

### ゲーム
スパイダーマン（PS）ではディー・ブラッドリー・ベイカーが声を担当。吹き替えは坂口候一が声を担当。

## トキシン
トキシン（Toxin）の名前は「毒素」に由来する。
体の色は上半身は茶色に近い赤で、下半身は紺色のようなグレー。体格はヴェノムのように筋肉質。他のシンビオート共生体と同様の能力を持つが、戦闘力は一人でヴェノムとカーネイジのコンビを圧倒できるほど。 壁に貼り付き、蔓を伸ばしてスパイダーマンのようにビルの間を「スイング」できる。また、カーネイジと同じく伸ばした爪を射出できる。その他、シンビオートが変形し、あらゆる形状の衣類に変化する。 カーネイジやヴェノムなど他のシンビオートと比べて、炎や音波攻撃には耐性がある。
カーネイジのシンビオートが産んだ新たなシンビオートがニューヨーク市警巡査パトリック・マリガンにとりついた姿。パトリックが正義感の強い警官であったために、トキシンはヴィランになることは無かった。トキシン自体は本能のせいか変身して暴れたがるが、パトリックが抑えている。逆に納得できる理由がなければ、パトリックが変身したいと思っても力を貸さないこともある。トキシンは言語などは完全に理解しているものの、人間の感情や正義や道徳面においては産まれたばかりの子供と変わらない。人間の倫理をパトリックに教えられ、徐々に学び取ってはいる。トキシン自身は「人を傷つけない」というパトリックの約束を守っているつもりなので、日記の中で「モンスター」と呼ばれてショックを受けることも。また、それに怒ってノートパソコンを壊してしまい、後で我に返って「パトリックが怒る」から代替品を盗むという殊勝な面も見せた。
パトリックはアイルランド系で代々ニューヨーク市警に務める家系に産まれた。ジーナという愛する女性と結婚し、子供も生まれ、何の問題もない幸せな暮らしを送っていた。だが、その生活もサイコパスでシンビオート共生体のカーネイジと出会うことで一変する。シンビオートは無性生殖で卵を産むという特性を持っており、パトリックはちょうどカーネイジの出産に出くわしてしまったのだ。カーネイジが体内に子供を産みつけたことで、パトリックはシンビオート共生体になってしまった。カーネイジに付け狙われることになり、妻のジーナを殺されかけたが、スパイダーマンとブラックキャットにより助けられた。
パトリックはすぐに自分の身体能力が向上していることに気付く。そしてカーネイジの襲撃をきっかけにトキシンの姿へと変化したが、その力を否定するのではなく、善のために使うことを決めた。しかし、シンビオートが持つ凶暴さをコントロールするために四苦八苦することになる。その後はクライムファイターとして活躍し、スパイダーマンと組むこともあった。カーネイジが妻と子供を襲撃したため、彼は自分の存在が家族を危険に晒すことになると思い、理由を告げずに離別する道を選んだ。
パトリックとトキシンが分離した後、トキシンのシンビオートはクライムマスターが所有。 元ヴェノムのエディ・ブロックと無理矢理融合させられた。

### 単独シリーズ"toxin: the Devil you know"
本作は、ニューアベンジャーズ『ブレイクアウト』のタイ・イン。 
パトリックとトキシンは超人刑務所ラフトからの脱走者を発見する手伝いをするようになった。 そしてキングコブラやレイザーフィストらの強敵と闘うためにはトキシンの力が必要不可欠になり、その存在が大きくなりはじめる。その結果、パトリックは徐々にシンビオートをコントロールするのが難しくなっていく。精神的に追い詰められたパトリックはいっそ自殺してしまおうと地下鉄に飛び込んだが、トキシン・シンビオートが抵抗したために生き延びてしまった。
この出来事からパトリックとトキシンは、ある協定を結んだ。「パトリックは1日に2時間、トキシンの力でラリーと名乗る中年の男に変身して家族に会う」「トキシンは1日に2時間深夜の自由なプレイタイムを得る」「ただし放火、泥棒、殺人などの犯罪行為には手を染めてはいけない」である。

## スクリーム
スクリーム（Scream）の名前は「悲鳴」に由来する。
本名は、ドナ・ディエゴ。
キャンディ・ミロが声を担当。『アメイジング・アドベンチャー・オブ・スパイダーマン』では、ドクター・オクトパス、ホブゴブリン、、エレクトロ、、ハイドロマンのドクター・オクトパス率いるシニスター・シンジケートのメンバーらと共にマンハッタンとニューヨークの街を包囲して、ゲストが乗車した取材用車両「スクープ」に襲い掛かる。
ドクター・オクトパス率いるシニスター・シンジケートが隠れる倉庫へと向かったゲストが乗車した取材用車両「スクープ」を発見した後、ゲストが乗車した取材用車両「スクープ」にドクター・オクトパスと共に襲い掛かる。反重力砲を使ったドクター・オクトパスによって、120ｍ（400ft）の高さの空中に持ち上げられて浮かせられたゲストが乗車した取材用車両「スクープ」を地上へ戻そうと助けに入るピーター・ベンジャミン・パーカー / スパイダーマンにホブゴブリンと共に襲い掛かるが、スパイダーマンとの戦いに敗れる。ホブゴブリンはグライダーでゲストが乗車した取材用車両「スクープ」に体当たりをしたが、ゲストが乗車した取材用車両「スクープ」に体当たりによる激突したことでグライダーから転落し、自滅した。その後、ドクター・オクトパス率いるシニスター・シンジケートのメンバーらと共にスパイダーマンに捕らえられ、スパイダーマンのクモ糸でグルグルに巻きつけられてシニスター・シンジケートのメンバーらと共に逮捕された。
ニュース番組のアナウンサーまたはニュースキャスターの男性キャスターからは、「女エイリアン」の愛称で呼ばれている。